# Prosopocera pajoti
Prosopocera pajoti là một loài bọ cánh cứng trong họ Cerambycidae.